# 3 Doors Down
3 Doors Down is een Amerikaanse rockband, afkomstig uit Escatawpa, Mississippi. 3 Doors Down bestaat uit Brad Arnold, Todd Harrell en Chris Henderson. De band had een tijd geen vaste drummer, maar maakte gebruik van studiodrummers en vrienden die mee toerden, zoals drummer Daniel Adair, die later lid werd van Nickelback. Voormalig Puddle of Mudd-drummer Greg Upchurch werd in 2005 als drummer lid van de band.
De nummers van 3 Doors Down variëren van stevige rock ("Let me go") tot krachtige ballads ("Landing in London", gemaakt in samenwerking met Bob Seger).

## Geschiedenis
3 Doors Down brak in 2000 door met de single "Kryptonite", een nummer dat verscheen op het album The better life. Op dat album staan verder ook de singles "Loser", "Duck and run" en "Be like that". Op de bonus cd van de special edition van het album staan verschillende live tracks en de clips van "Loser" en "Duck and run". "Be like that" wordt ook gebruikt in de film American Pie 2.
Hun derde album kwam op 8 februari 2005 uit. In tegenstelling tot wat velen denken slaat de titel "Seventeen Days" niet op het aantal dagen waarin het album opgenomen is, maar het aantal vrije dagen dat de band heeft genomen tussen de Away From The Sun-tour en de studiosessies. "Let me go" was de eerste single.
Op 19 april 2013 is Todd Harrell, de bassist, gearresteerd nadat hij betrokken was bij een dodelijk ongeval in Nashville. Harrell gaf toe dat hij gedronken had en hij had ook verschillende medicijnen bij zich.
In 2016 tourt de band met hun 'Us and the night' tour door onder andere de Verenigde Staten en Europa.

## Bandleden
- Brad Arnold - zang
- Chet Roberts - gitaar
- Justin Charles Biltonen - basgitaar
- Chris Henderson - gitaar
- Greg Upchurch - drums

In de loop der jaren zijn er wat verschuivingen geweest van bandleden. Zo had de band een andere drummer tijdens hun 'Away from the sun' tour. Chet Roberts heeft bandlid Matt Roberts vervangen nadat deze de band verliet wegens gezondheidsproblemen. Justin Charles Biltonen heeft Todd Harrel vervangen. Hij was betrokken bij een dodelijk ongeluk, terwijl hij onder invloed was van drank en drugs. Door de aanklachten mocht hij de staat niet verlaten en was hij genoodzaakt uit de band te stappen.
Tijdlijn

## Discografie

### Albums
| Album met eventuele hitnotering(en) in de Nederlandse Album Top 100 | Datum van verschijnen | Datum van binnenkomst | Hoogste positie | Aantal weken | Opmerkingen |
| ------------------------------------------------------------------- | --------------------- | --------------------- | --------------- | ------------ | ----------- |
| The better life                                                     | 1999                  | 07-10-2000            | 26              | 23           |             |
| Away from the sun                                                   | 12-11-2002            | 20-03-2004            | 25              | 28           |             |
| Another 700 Miles                                                   | 11-11-2003            | -                     | -               | -            | Ep          |
| Seventeen days                                                      | 07-02-2005            | 12-02-2005            | 26              | 26           |             |
| Acoustic e.p.                                                       | 27-06-2005            | -                     | -               | -            | Ep          |
| 3 Doors Down                                                        | 16-05-2008            | 24-05-2008            | 59              | 4            |             |
| Time of my life                                                     | 15-07-2011            | 23-07-2011            | 37              | 5            |             |
| The greatest hits                                                   | 16-11-2012            | -                     | -               | -            |             |
| Us and the night                                                    | 11-03-2016            | 19-03-2016            | 45              | 1            |             |

| Album met hitnotering(en) in de Vlaamse Ultratop 200 albums | Datum van verschijnen | Datum van binnenkomst | Hoogste positie | Aantal weken | Opmerkingen |
| ----------------------------------------------------------- | --------------------- | --------------------- | --------------- | ------------ | ----------- |
| The Better Life                                             | 1999                  | 03-02-2001            | 12              | 22           |             |
| Away From the Sun                                           | 2002                  | 15-05-2004            | 71              | 12           |             |
| Seventeen Days                                              | 2005                  | 05-03-2005            | 56              | 7            |             |

### Singles
| Single met eventuele hitnotering(en) in de Nederlandse Top 40 | Datum van verschijnen | Datum van binnenkomst | Hoogste positie | Aantal weken | Opmerkingen   |
| ------------------------------------------------------------- | --------------------- | --------------------- | --------------- | ------------ | ------------- |
| Kryptonite                                                    | 2000                  | 2000                  | 17              | 8            |               |
| Loser                                                         | 2001                  | -                     | -               | -            |               |
| Be like that                                                  | 2001                  | -                     | -               | -            |               |
| Duck and run                                                  | 2001                  | -                     | -               | -            |               |
| When I'm gone                                                 | 2003                  | -                     | -               | -            |               |
| Here without you                                              | 2004                  | 2004                  | 6               | 19           | Alarmschijf   |
| Away from the sun                                             | 2004                  | 2004                  | 35              | 4            |               |
| Let me go                                                     | 2005                  | 2005                  | 18              | 11           |               |
| Landing in London                                             | 2005                  | 2005                  | 37              | 3            | met Bob Seger |
| When you're young                                             | 2011                  | 19-02-2011            | tip9            | 5            |               |
| Every time you go                                             | 2011                  | -                     | -               | -            |               |
| In the dark                                                   | 2016                  | -                     | -               | -            |               |

| Single met hitnotering(en) in de Vlaamse Ultratop 50 | Datum van verschijnen | Datum van binnenkomst | Hoogste positie | Aantal weken | Opmerkingen |
| ---------------------------------------------------- | --------------------- | --------------------- | --------------- | ------------ | ----------- |
| Loser                                                | 2000                  | 10-03-2001            | tip9            | -            |             |
| Here Without You                                     | 2004                  | 01-05-2004            | 26              | 12           |             |

### NPO Radio 2 Top 2000
| Nummers met noteringen in de NPO Radio 2 Top 2000 | '11  | '12  | '13  | '14 | '15 | '16 | '17 | '18  | '19  | '20  | '21  | '22  | '23  | '24  |
| ------------------------------------------------- | ---- | ---- | ---- | --- | --- | --- | --- | ---- | ---- | ---- | ---- | ---- | ---- | ---- |
| Here Without You                                  | -    | 1862 | 1147 | 531 | 594 | 725 | 803 | 1051 | 1271 | 1254 | 1242 | 1273 | 1462 | 1288 |
| Kryptonite                                        | 1514 | 192  | 186  | 162 | 164 | 192 | 201 | 236  | 320  | 316  | 333  | 350  | 400  | 351  |

1. ↑  Een '-' betekent dat het nummer niet was genoteerd en een vetgedrukt getal geeft de hoogste notering van een nummer aan.
2. ↑  2011 was het eerste jaar met een notering voor 3 Doors Down.